# Piper kadsura
Piper kadsura là một loài thực vật có hoa trong họ Hồ tiêu. Loài này được (Choisy) Ohwi miêu tả khoa học đầu tiên năm 1934.